# 松林尚志 (動物学者)
松林 尚志（まつばやし ひさし、1972年 - ）は日本の動物学者。宮城県石巻市生まれ。宮城県石巻高等学校出身。1994年、東京農業大学農学部を卒業。2002年、東京工業大学大学院、生命理工学研究科博士課程を修了。博士(理学)。2010年-2013年、マレーシア、サバ大学熱帯生物学保全研究所准教授。2022年現在、東京農業大学農学部生物資源開発学科教授。2017年4月から、京都大学野生動物研究センター 兼任教授。、京都大学野生動物研究センター兼任教授。

## 研究
1997年以来、東南アジア・ボルネオ島北部のマレーシア・サバ州の熱帯雨林で、野生動物の生態や生息地保全に関する研究を行う。
国内では、宮城県東松島市での「小学生対象の体験学習プログラム」にも関与。キーワードは、生息地の保全、絶滅危惧種、熱帯雨林、動物生態などである。

## 受賞歴
- 2018年6月東京農大貢献賞 ボルネオ熱帯雨林の野生動物の生態と生息地保全 東京農業大学
- 2008年9月日本哺乳類学会奨励賞 東南アジア熱帯雨林における哺乳類の保全生態学的研究 日本哺乳類学会
- 2008年6月日本熱帯生態学会吉良賞（奨励賞） ボルネオ島における塩場に着目した哺乳類の生態学的研究 日本熱帯生態学会
- 2007年9月日本哺乳類学会優秀ポスター賞 ボルネオ産サンバーによる塩場利用の季節性と日周性 日本哺乳類学会[5]

## 著書
- (安田/雅俊らとの共著)『熱帯雨林の自然史―東南アジアのフィールドから』東海大学出版会、2008年
- 『熱帯アジア動物記―フィールド野生動物学入門 (フィールドの生物学)』東海大学出版会、2009年
- (共訳書)リチャード・トーマス・コーレット『アジアの熱帯生態学』東海大学出版会、2013年
- 『消えゆく熱帯雨林の野生動物：絶滅危惧動物の知られざる生態と保全への道』化学同人、2015年